# Why Men Work

Why Men Work est un film muet américain réalisé par Leo McCarey et sorti en 1924.

## Synopsis
Un cadreur de cinéma est à la recherche de nouveau matériel pour la réalisation d'un film mais un rival prévoit de copier tout ce qu'il filme à son insu.

## Fiche technique
- Titre original : Why Men Work
- Réalisation : Leo McCarey
- Production : Hal Roach
- Distribution : Pathé Exchange
- Date de sortie :
  - États-Unis : 31 août 1924

## Distribution
- Charley Chase
- Olive Borden
- Billy Engle
- William Gillespie
- Katherine Grant
- Earl Mohan